# 英联邦宪章
英联邦宪章是阐述了英联邦国家价值观的一部宪章，也是其54个成员国平权、民主等一系列原则的承诺。于2012年12月19日通过后在2013年3月11日（即英聯邦日）由英國君主伊利沙伯二世于伦敦正式签署。
总共16个核心价值观在宪章中得到体现，包括民主、人权、国际安全与和平、谅解、尊重与理解、言论自由、權力分立、法治、善治、可持续发展、环保、健康、教育、食物与居所、性别平等、英联邦国家青年人的重要性、小国需求的认同、弱国需求的认同，以及公民社会的角色。